# Motala damterzett
Motala damterzett var en damkör i Motala som bildades 1943.

## Historik
Motala damterzett var en damkör i Motala som bildades nyåret 1943. Körens första framträdande gjordes under musiken vecka 1943, tillsammans med Motala underhållningsorkester. Motala damterzett fick 1944 förstapris vid Folkparkernas riksamatörtävlan i Motala.